# Anthurium fragrantissimum
Anthurium fragrantissimum är en kallaväxtart som beskrevs av Thomas Bernard Croat. Anthurium fragrantissimum ingår i släktet Anthurium och familjen kallaväxter. Inga underarter finns listade.